# Fatimiya

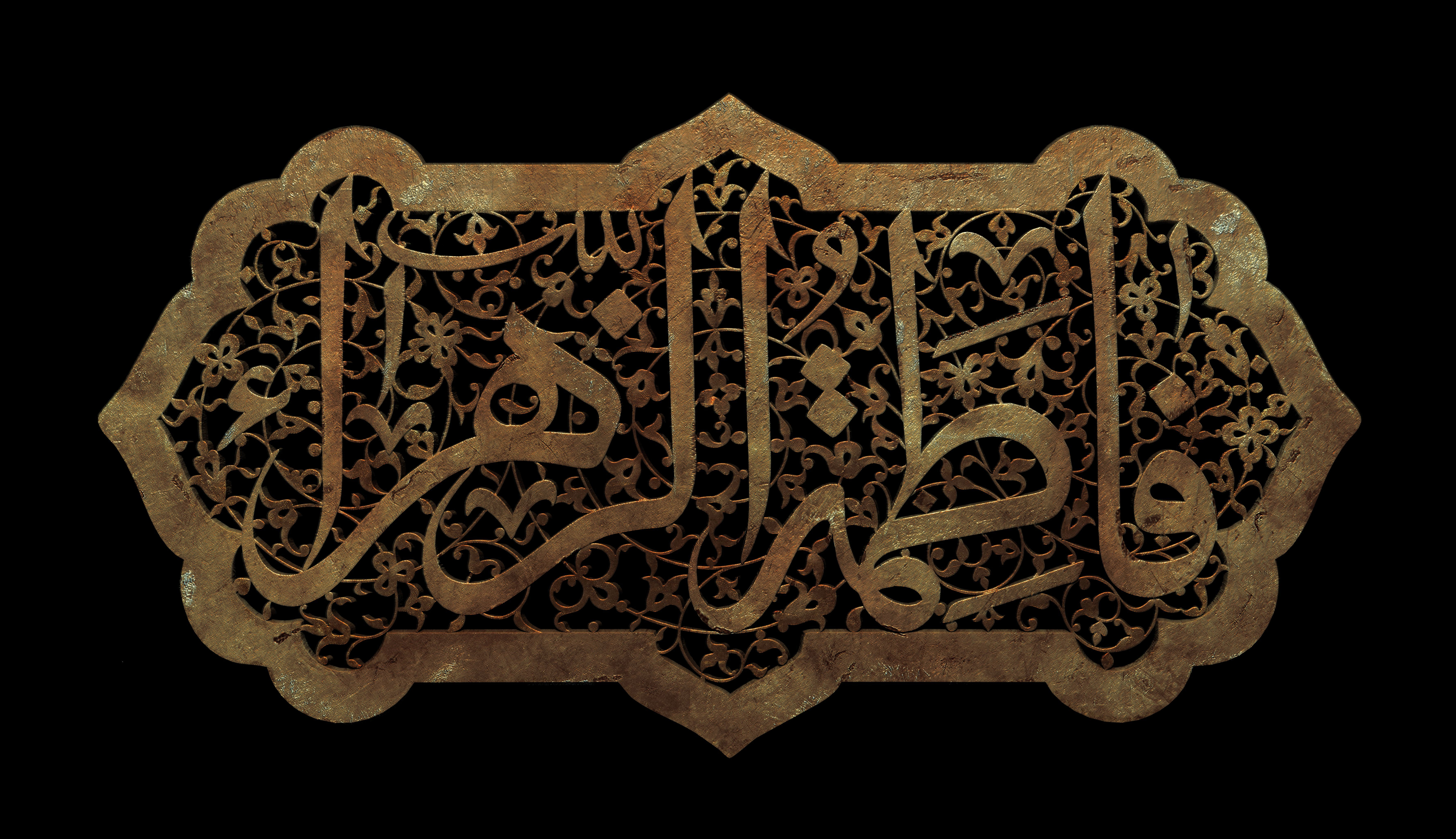
Fatima Zahras namn på arabiska i guld med svart bakgrund.

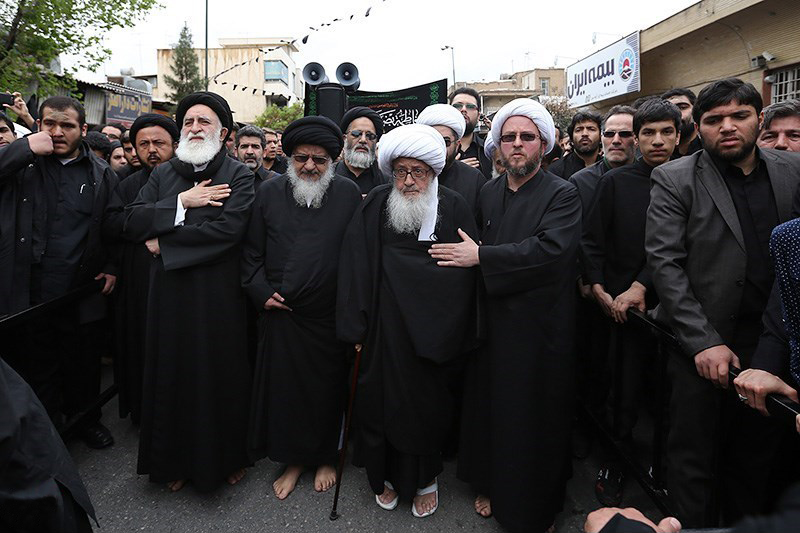
Hedrande av Fatima i staden Qom, Iran. Ayatolla Vahid Khorasani står i mitten.

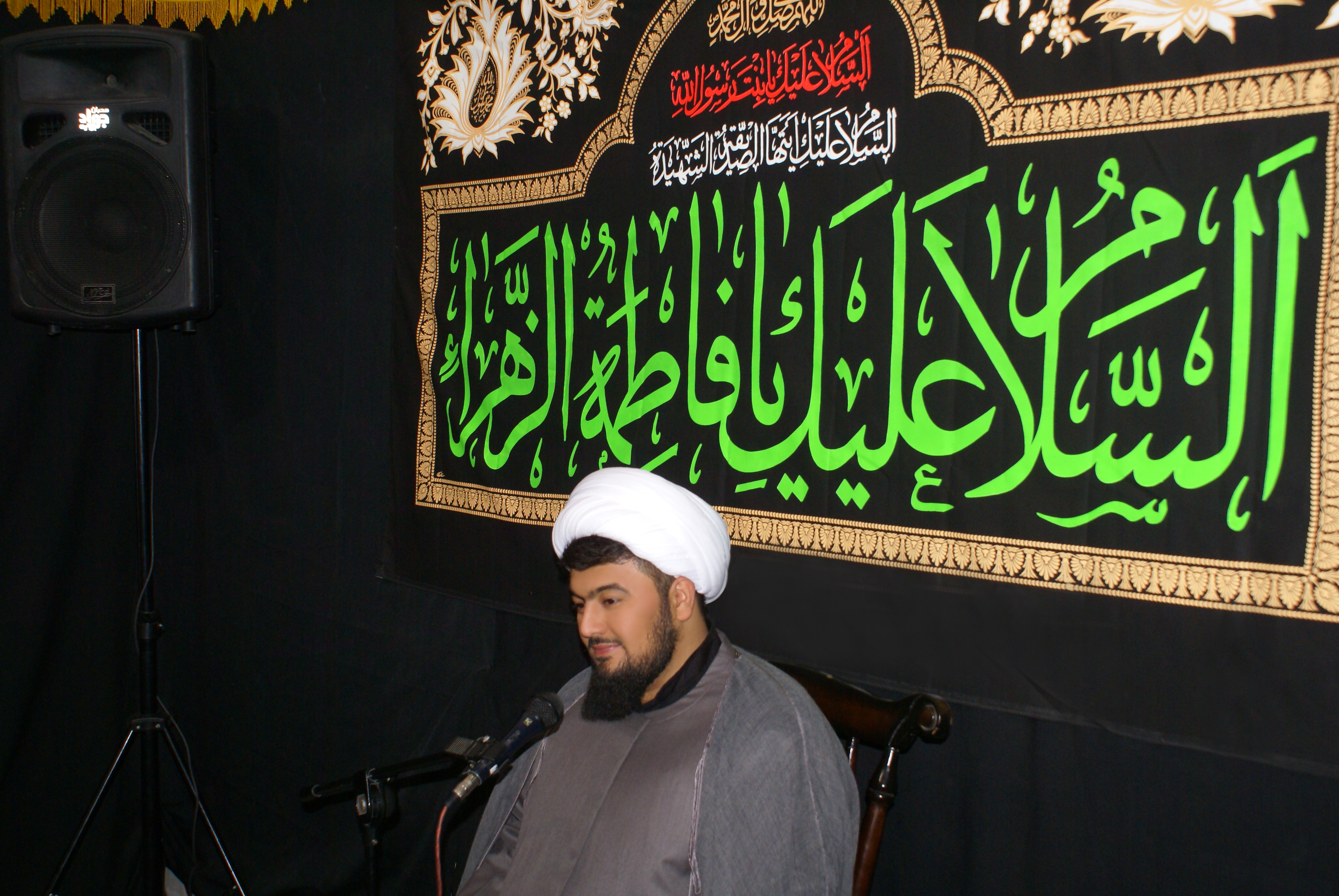
En hujjat al-islam som håller ett tal under fatimiya.

Fatimiya (arabiska: الفاطمية) är en åminnelsehögtid av profeten Muhammeds dotter Fatima Zahras bortgång 632. Minnet av Fatima hedras varje år av shiamuslimer, i synnerhet iranier.
Ceremonierna äger rum i 20 dagar under Jumada-l-Awwal. Fatima som var hustru till Ali ibn Abi Talib anses vara en förebild för muslimska kvinnor och män på grund av sina religiösa dygder. Hennes grav är omärkt och okänd för alla enligt hennes testamente.

## Bakgrund
Fatima blev informerad om att hon skulle lämna världen först bland profeten Muhammeds familjemedlemmar efter Muhammeds egen bortgång. Hon levde i sex månader efter Muhammeds bortgång. Hennes man Ali begravde henne nattetid utan att han hade informerat kalifen Abu Bakr om det (Fatima var arg på Abu Bakr ända till sin bortgång eftersom han vägrade ge henne sitt arv från hennes far då han, genom att återberätta från profeten, hävdade att profeter inte lämnar arv efter sig till sin familj). Fatima argumenterade att enligt Koranen ärver familjen från profeter. Ali bad begravningsbönen på natten och informerade inte Abu Bakr om detta.
Hadither berättar att Umar ibn al-Khattab fick reda på att när folket valde Abu Bakr till kalif, samtalade Ali och Zubayr med varandra i Fatimas hus. När Ali och Zubayr kom till Fatima talade hon om för dem att Umar kom till henne och svor på att om de fortsatte samlas hemma hos henne skulle han helt visst tända eld på huset. Hon svor vid Gud att han skulle göra det han hade svurit att göra. I boken Sahih Bukhari nämns det även att Ali och Zubayr, och de som var med dem, opponerade sig mot Abu Bakr och Umar efter Muhammeds bortgång.
Abd al-Karim ibn Ahmad Shafi'i Shahristani har skrivit att Umar slog Fatima i magen under dagen då lydnad (till kalifen) skulle klargöras så att hon fick missfall. Safadi Shafi'i, Ibn Hajar 'Asqalani och Tabari har nämnt liknande i sina böcker.